# Umwangs
Umwangs ist ein Gemeindeteil der Gemeinde Aitrang im schwäbischen Landkreis Ostallgäu.

## Geografie
Das Dorf Umwangs liegt in der bayerischen Planungsregion Allgäu drei Kilometer nördlich von Aitrang auf 758 Metern Höhe.

## Geschichte
Der Ort war Teil der Reichsvogtei des Klosters St. Mang (Füssen), das seit 1227 die Niedergerichtsbarkeit innehatte. Aitrang bildete mit Binnings, Görwangs, Münzenried und Umwangs die „untere Vogtei“. Die Reichsvogtei war mehrmals verpfändet worden und als letztes 1524 vom Fürststift Kempten erworben. Der Ort fiel im Reichsdeputationshauptschluss 1803 an die Fürsten Oettingen-Wallerstein. Mit der Rheinbundakte 1806 kam der Ort zum Königreich Bayern. Seit der Begründung der Gemeinde Huttenwang mit dem bayerischen Gemeindeedikt von 1818 gehörte Umwangs zusammen mit den Weilern Neuenried und Wolfholz zu dieser Gemeinde. Anlässlich der Gemeindegebietsreform wurde am 1. Mai 1978 die Gemeinde Huttenwang nach Aitrang eingemeindet.